# Вільденберг
Вільденберг (нім. Wildenberg) — громада в Німеччині, знаходиться в землі Баварія. Підпорядковується адміністративному округу Нижня Баварія. Входить до складу району Кельгайм. Складова частина об'єднання громад Зігенбург.
Площа — 18,13 км2. Населення становить 1392 ос. (станом на 31 грудня 2020).

## Галерея

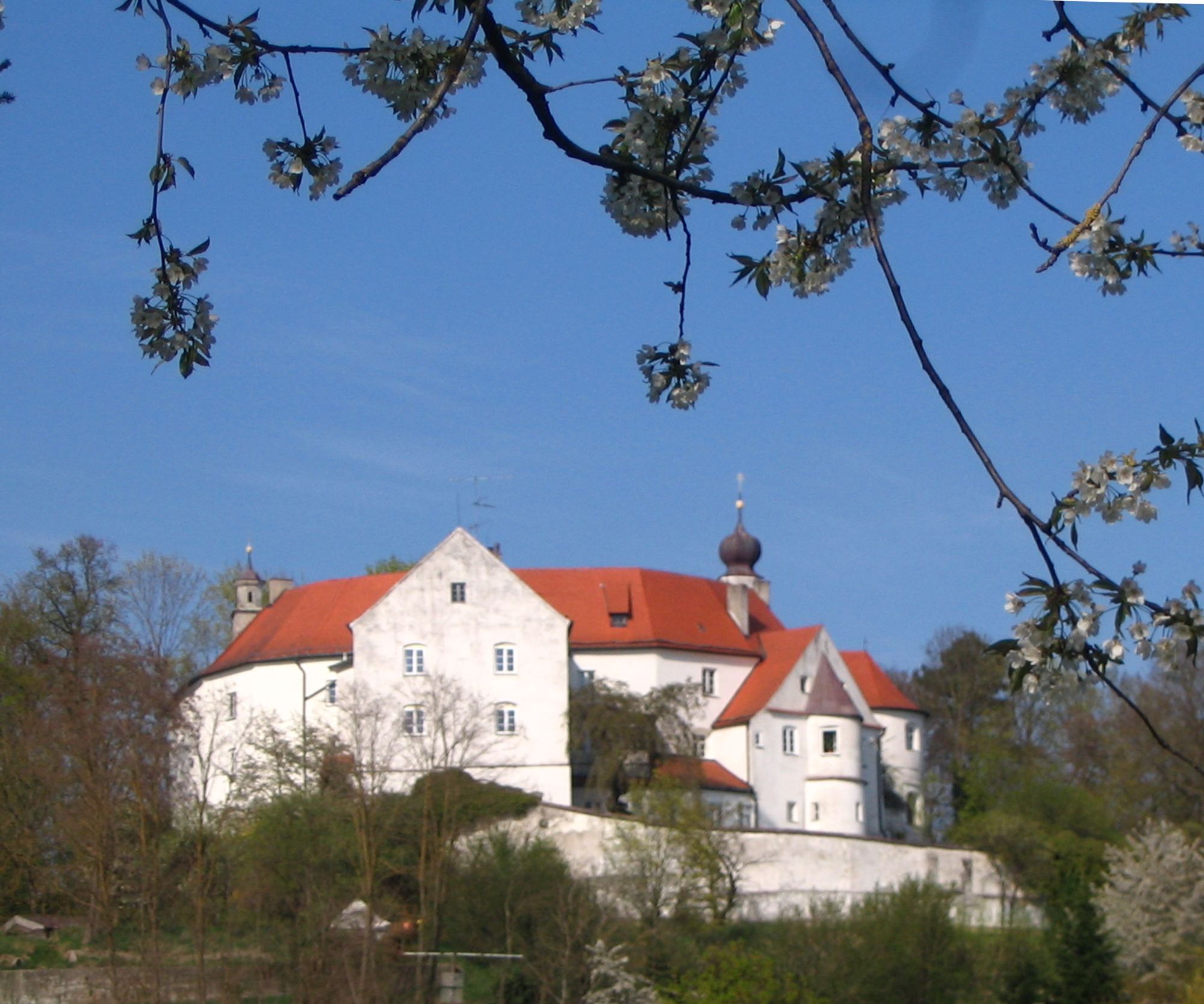